# Dalian Lu
Dalian Lu (chiń. 大连路站) – stacja metra w Szanghaju, na linii 4. Zlokalizowana jest pomiędzy stacjami Yangshupu Lu i Linping Lu. Została otwarta 31 grudnia 2005.